# オポジット
オポジット（英: opposite）は、バレーボールのポジション名称の一つ。極めて攻撃力の高い選手を配置する場合は スーパーエースとも呼ばれる。やや守備的位置づけの補助アタッカーに対しては、ユニバーサルもしくはユーティリティープレイヤーと呼ばれる場合がある。
OPと略表記されるほか、OS（Opposite Spiker）と書かれることもある

## 概要
セッターの対角に配置されるポジション（オポジット）は、リベロ採用以前の時代においては、状況に応じてセッターの代わりにトスアップを行うサブセッターないしは補助アタッカーとしての役割が主であった。近年、特に男子のチームにおいてはより攻撃的な選手がこのポジションに配置されるようになり、前衛・後衛を問わず、常時攻撃に参加することが求められるようになった。こうした攻撃的なオポジットはサーブレシーブ（レセプション）は免除されることも多い。攻撃的なオポジットには高いジャンプ力と、強烈なスパイクを繰り出すパワー、さらにはスタミナが要求される。
一般に前衛でレフト側のポジションをとる2名のアウトサイドヒッターとの位置関係から、ライト側に回って攻撃する機会が多くなるため、山本隆弘や清水邦広、西田有志のように左利きの選手が起用されることが多いが、右利きであっても中垣内祐一に代表されるようにチームで一番打数が多く、信頼の厚いスパイカーがスーパーエースとしてこのポジションに置かれることもある。
ちなみに、オポジットの選手が、やや守備的性格のスパイカーである場合は、オポジットの呼称は用いずにユニバーサルないしはユーティリティープレーヤーと呼ばれることが多い。しかしながらこれら呼称の区別は必ずしも明確でなく、サーブレシーブ（レセプション）に参加させるかどうかといった役割分担も含めて、個々のチームによって様々である。女子チームにおいては現代においても攻撃的なオポジットを置かず、守備力の高いユニバーサル的選手を配置するケースが見られる。アウトサイドヒッター、ミドルブロッカー、さらにはセッターもこなせるといったオールラウンドプレーヤーがオポジットに起用されることも多い。

## ギャラリー

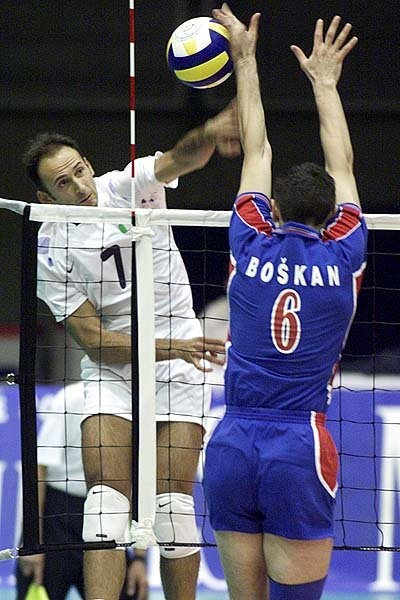
ライト攻撃と1枚ブロック
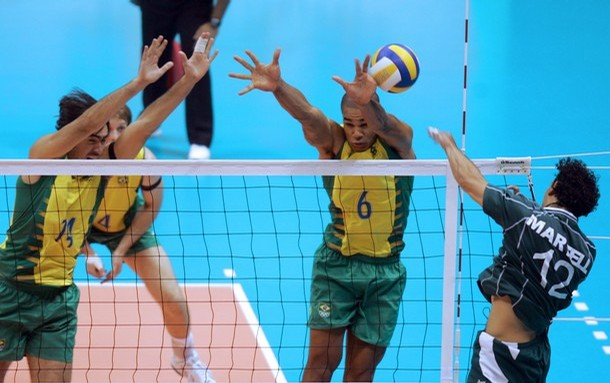
ライト攻撃と2枚ブロック（厳密には1枚半[6]）
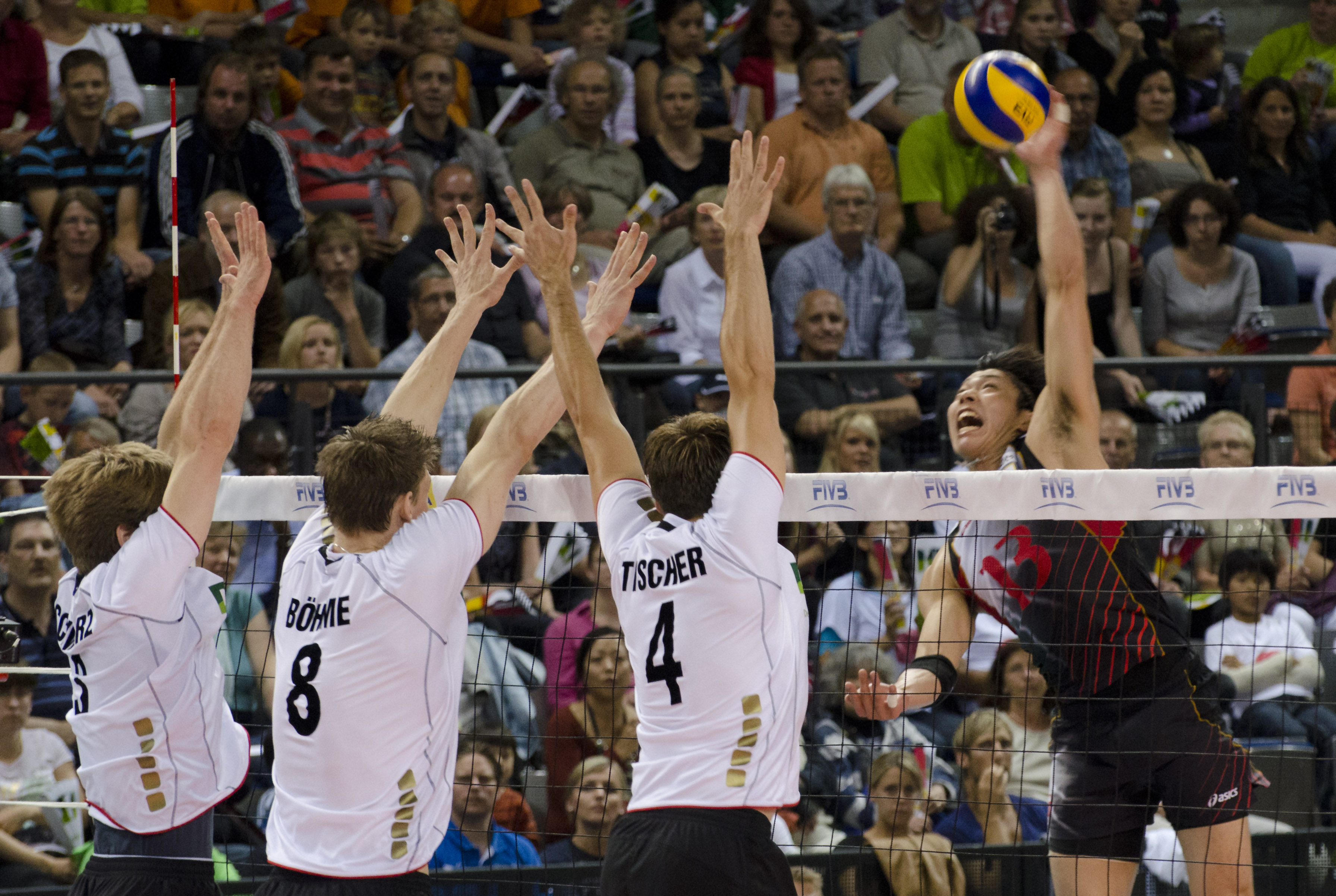
ライト攻撃と3枚ブロック
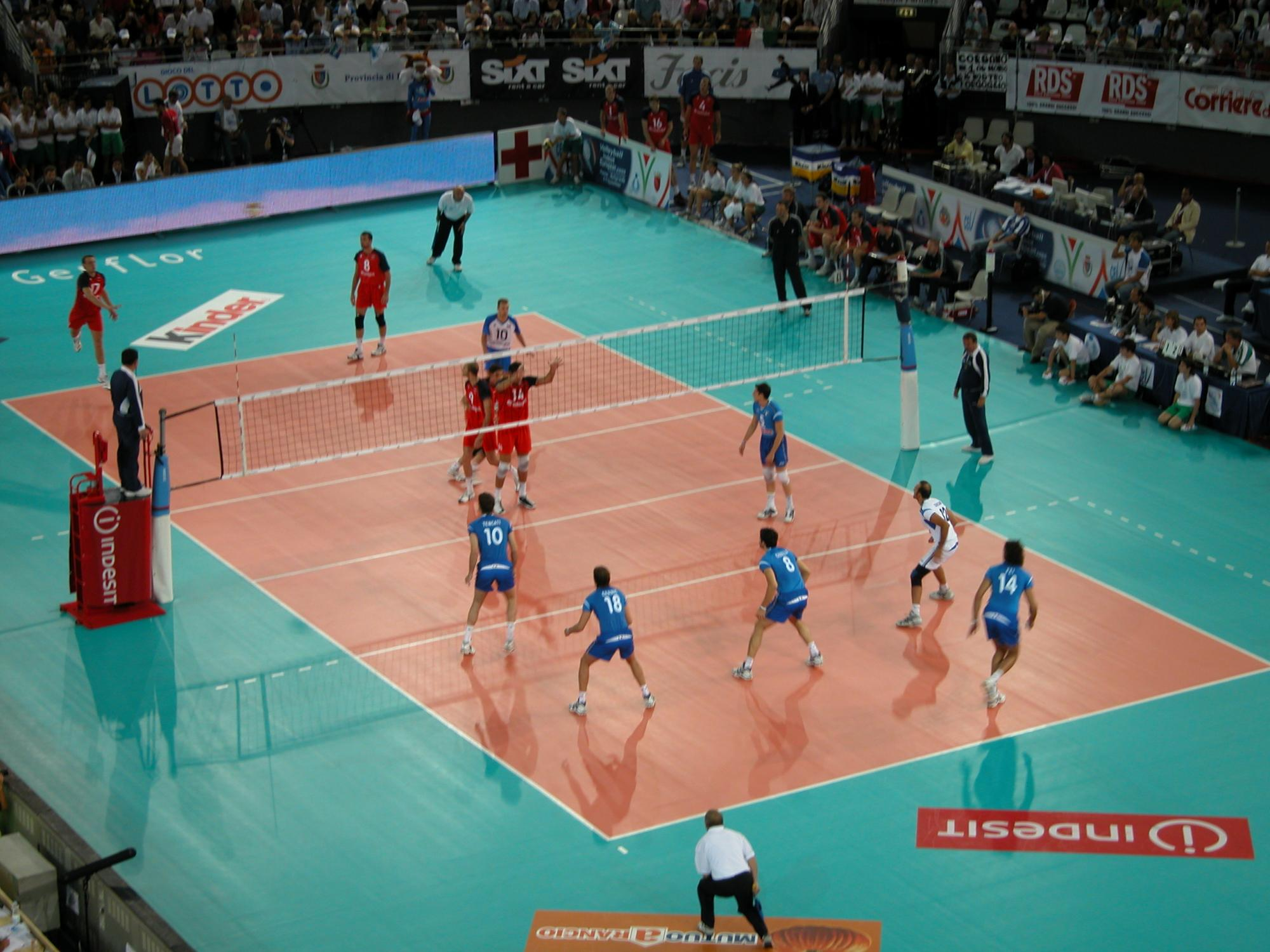
右側へ回り込む14番